# Klaus Wyborny
Klaus Wyborny (Alemanya, 1945), és cineasta experimental alemany en actiu des de 1968. Les seves pel·lícules s'han presentat en exposicions d'art com les edicions 5 i 6 de la Documenta de Kassel i en múltiples festivals de cine com la Biennale, i es conserven a col·leccions de museus com el MoMA de Nova York, els museus del cinema de Frankfurt, Múnic o Berlín i la Kunsthalle d'Hamburg. Durant la dècada dels 60 va estudiar matemàtiques i teoria física a Alemanya i els Estats Units. Des de 1974 va impartir classes d'història del cinema i teoria del muntatge a diverses universitats i escoles d'art i cinema. Des de 2009 ensenya a la Universitat de Ciències Aplicades de Nannheim. El 2013 va obtenir el premi Walter Benjamin de les Rencontres Cinématographiques de Cerbère-Portbou per la seva pel·lícula Studien zum Untergang des Abendlands (Estudis sobre la davallada d'Occident, 2010). El crític Tony Rayns va qualificar en Sight & Sound la pel·lícula de Wyborny Die Geburt der Nation (El naixement d'una nació, 1973) com una de les 10 millors pel·lícules de la història del cine.